# Science and Technology Facilities Council
Das Science and Technology Facilities Council (STFC) ist eine britische Regierungsorganisation zur Unterstützung der Natur- und Ingenieurwissenschaften. Es fördert die Forschung in Großbritannien insbesondere in den Bereichen Teilchenphysik, Kernphysik, Physik des Weltraums und Astronomie. Es verwaltet verschiedene Forschungszentren und organisiert die Beteiligung des Vereinigten Königreichs an internationalen Forschungseinrichtungen und -organisationen wie z. B. CERN und ESA.
STFC entstand 2007 durch Verschmelzung des Particle Physics and Astronomy Research Council (PPARC) mit dem Council for the Central Laboratory of the Research Councils (CCLRC).